# Olivia Olson
 (novembre 2018).
Si vous disposez d'ouvrages ou d'articles de référence ou si vous connaissez des sites web de qualité traitant du thème abordé ici, merci de compléter l'article en donnant les références utiles à sa vérifiabilité et en les liant à la section « Notes et références ».
Pour les articles homonymes, voir Olson.
Olivia Olson, née le 21 mai 1992, est une actrice et chanteuse américaine.
Elle est connue pour son rôle dans Love Actually (2003), où elle interprète le personnage de Joanna et chante All I Want For Christmas Is You.

## Biographie
Olivia Olson a été adoptée à sa naissance et a grandi à Los Angeles. Elle vit avec ses parents et son frère. Son père est l'auteur de comédies Martin Olson.

### Carrière
Elle est apparue en tant que chanteuse et actrice à la télévision dans beaucoup de spectacles, et a joué en direct dans de nombreux théâtres hollywoodiens, dont Comedy Central Scene, le Théâtre de HBO, The Gallery Fake, et les émissions télévisées de Disney Phinéas et Ferb.
Elle est également apparue sur The Show Tracy Morgan et fut invitée sur The Ellen DeGeneres Show avec l'acteur et musicien Jack Black.
Elle est membre de la distribution vocale de la série d'animation de Disney Phinéas et Ferb pour le personnage Vanessa Doofenshmirtz, la fille du docteur Doofenshmirtz. Elle chante aussi beaucoup de chansons de cette série de Disney, notamment le duo Busted! avec Ashley Tisdale ainsi que des chansons en solo dont I'm Me, Not So Bad A Dad After All, et son chant de Noël, Got That Christmas Feelin.
Alors qu'elle n'est encore qu'adolescente, elle écrit des chansons pour Phineas et Ferb, participe à l'enregistrement des chansons avec les producteurs de musique célèbres Rick Nowels, Camara Kambon et Rob Mullins. Pendant ses loisirs, elle publie sur YouTube des vidéos où elle présente ses reprises de tubes.
Selon le réalisateur Richard Curtis, dans les bonus musique du DVD Love Actually, le chant d'Olivia Olson était si parfait qu'ils ont eu peur que le public ne veuille pas croire qu'elle n'avait que dix ans. Ils lui ont demandé de changer de technique afin d'être plus crédible.
Elle a prêté sa voix au personnage Marceline dans le dessin animé Adventure Time.
En 2019 elle participe à The X Factor: Celebrity.